# Kwon Jae-hwa

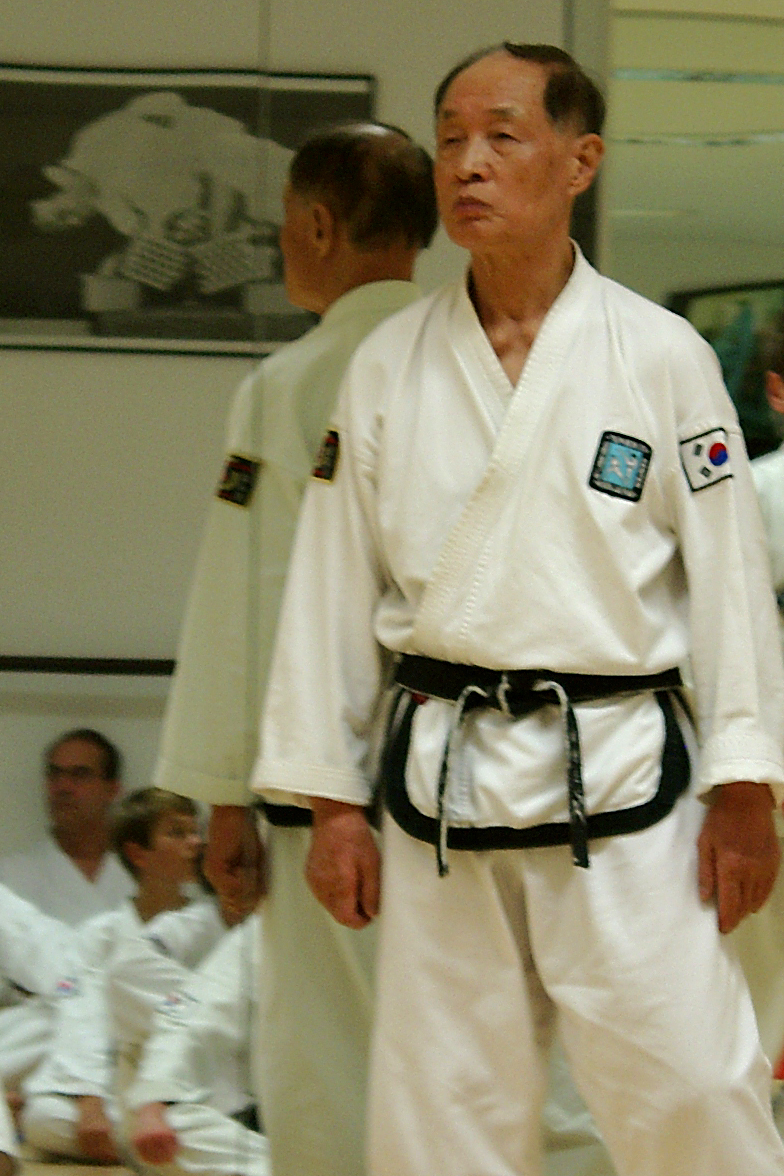
Kwon Jae-hwa

Kwon Jae-hwa (* 10. Januar 1937 in Fusan, damaliges Japanisches Kaiserreich, heutiges Südkorea) ist ein südkoreanischer Taekwondo-Großmeister. Er ist Träger des 7. Dan und wurde durch den Kieselsteinbruchtest bekannt.

## Leben und Wirken
Kwon Jae-hwa wurde 1937 in Fusan (heutiger Name: Busan) geboren. Schon in jungen Jahren erhielt er Unterricht in Taekwondo und zeigte sich außergewöhnlich talentiert. Großmeister Hae Dae-yeong, 6. Dan, wurde sein Lehrer und widmete sich nur der Ausbildung dieses einen Schülers. Später wurde Kwon sogar von General Choi Hong-hi unterrichtet, einem der Begründer des Taekwondo.
1958 begann Kwon Jae-hwa, an der Dong-A-Universität in Busan Betriebswirtschaft zu studieren. Nach Abschluss seines Studiums war er als Journalist bei Busan Ilbo, der größten Tageszeitung, tätig. Er widmete jedoch seine Zeit hauptsächlich dem Taekwondo.
1961 wurde er im Alter von 24 Jahren Chief Instructor (dt.: höchster Lehrer) des Yonmu-Kwan-Taekwondo-Verbandes, der damals mit über 5.000 Mitgliedern (darunter 200 Dan-Träger) der größte Verband des Bezirks Busan war. Auch die Dong-A-Universität von Busan, an der Kwon studiert hatte, sowie weitere Hochschulen und Gymnasien, waren in diesem Verband zusammengeschlossen. 1964 wurde Kwon zusätzlich zum technischen Direktor des Taekwondo-Landesverbandes Busan ernannt. Diesem gehörten die meisten Taekwondo-Abteilungen von Schulen und Hochschulen sowie viele freie Taekwondo-Schulen der Umgebung an. Beide Funktionen übt er noch heute aus.
1965 wurde er im Alter von 28 Jahren Mitglied des fünfköpfigen National Taekwon-Do Goodwillteams, das Taekwondo in der westlichen Welt bekannt machen sollte. Ein Jahr später setzte sich Kwon Jae-hwa, damals 6. Dan, zum Ziel, Taekwondo in Europa zu verbreiten. 1966 gründete er den deutschen Taekwondo-Verband und wurde dessen Cheftrainer und Beauftragter für Europa und den mittleren Osten.
Nachdem in Seoul der Taekwondo-Weltverband WTF (World Taekwondo Federation) gegründet wurde und sich die Taekwondo-Philosophie von der „Kampfkunst“ zum „Wettkampfsport“ wandelte, distanzierte sich Kwon Jae-hwa davon – dass andere mutwillig verletzt werden können, entsprach seiner Überzeugung nach nicht dem Geist des Taekwondo. Vornehmstes Ziel des Taekwondo sei das Streben nach Vervollkommnung von Idee, Form und Technik. Den geistigen Hintergrund des Zen zu vergessen, den er in seinem 1970 erschienenen Buch Zen-Kunst der Selbstverteidigung darlegt, und Taekwondo als normale Sportart zu betrachten, sei falsch. Vor diesem Hintergrund verwendet Kwon bewusst die Schreibweise Taekwon-Do – womit das Do stärker betont wird als in der Schreibweise Taekwondo.
Im Jahre 1972 wurde er offizieller Bundestrainer der Sektion Taekwondo im Deutschen Judobund. Im folgenden Jahr wurde er zum 7. Dan ernannt und zog in die USA.
Bis 2005 unterrichtete er das traditionelle Lehrsystem in New York City und blieb dabei den Leitideen des Do treu. Seitdem gründete er zahlreiche Taekwondo-Schulen, unter anderem in New York City, Fort Lauderdale und München. Auch heute noch gibt Kwon Jae-hwa in Deutschland und weltweit regelmäßig Lehrgänge für seine Schüler. Darüber hinaus ist er der Autor mehrerer Bücher zum Thema Kampfkunst und Taekwondo. Heute wohnt Meister Kwon in New York im Stadtteil Manhattan.
Ralf Peter, 7. Dan, Wiesbaden, Michael Unruh, 7. Dan, Hamburg und Joachim Reinhardt, 7. Dan, Kempten stehen als ranghöchste Dan-Träger weiterhin direkt mit ihm in Kontakt, genauso wie einige weitere Schulleiter, die seinem Weg folgen. Schulen und Gruppen unter Betreuung von Michael Unruh sind auf der Website Taekwon-Do Nord gelistet. Ein Teil der ehemaligen Schulen seines Verbandes hat sich zum Verbund United Traditional Taekwondo Centers zusammengeschlossen. Weitere Schulen gründeten den Verband Traditional Taekwon-Do Centers e. V.
Im Oktober 2015 beendet Jae-Hwa Kwon mit einer Abschlusstour durch Deutschland offiziell seine Verbandsarbeit in Europa. Er benannte keinen Nachfolgeverband, der in seinem Namen die Taekwon-Do Arbeit fortsetzt.
Auf seiner Tour besuchte er die Schulen in Kempten, Fürth und Berlin, wo er seine letzten Lehrgänge leitete. Am 25. Oktober 2015 besuchte er auf den Tage genau denselben Ort in Berlin, wo er seine Taekwon-Do Arbeit genau 50 Jahre zuvor begonnen hatte. Bis 2018 besuchten einige langjährige Schüler ihn in Portland (Oregon). Dort bot er Lehrgänge für Schulleiter und deren Schüler an, während er auch weiterhin einzelne Prüfungen abnahm.

## Kieselsteinbruchtest
Weltberühmt wurde Meister Kwon Jae-hwa durch seinen Kieselsteinbruchtest. Mit der Innenhandkante zerschlägt er massive Flusskiesel.
Während eines 1984 durchgeführten Tests in den Versuchslaboren von BMW in München wirkte bei einem erfolgreichen Versuch 1,5 Millisekunden nach dem Aufprall eine Kraft von über 6000 Newton (600 kg) auf den Stein; der häufiger zitierte Wert von 10000 N (1000 kg) wurde bei einem nicht erfolgreichen Schlag gemessen.